# 지기삼사
지기삼사(知幾三事)란 선덕여왕이 즉위 당시 세 가지 신비로운 일을 예측한 것에 대한 설화이다.

## 개요
그것은 첫째, 나비 없는 족자를 보고 모란에 향기가 없을 것을 예측한 것. 둘째, 연못에 개구리가 우는 것을 보고 여근곡에 매복한 백제군을 알아낸 것. 셋째, 자신이 죽을 날을 미리 예측한 것이 그것이다. 지기삼사의 내용은 삼국유사에 수록되어 있는데, 이는 선덕여왕의 신비로움을 드러내는 동시에 당시 여왕에 대한 지방권력의 저항이 커 그것을 다스리기 위한 일종의 정치책략으로 해석할 수 있다.
실제로, 선덕여왕 다음 대인 진덕여왕을 끝으로 신라 상대 내물계의 계보가 끝나고, 김유신과 김춘추로 대표되는 무열계가 집권하는데, 김유신의 경우 선덕여왕 집권기 지방 세력의 제압을 통해 군권을 장악하고, 이것을 바탕으로 무열왕 초기 강력한 군사력으로 중앙집권 국가 형성에 크게 기여한다.